# Karolek i przyjaciele
Karolek i przyjaciele (ang. T’Choupi, 2004) – francusko-luksembursko-koreański film animowany. Film powstał na podstawie serialu o tym samym tytule T'Choupi z 2000 roku. Film emitowany był w Polsacie 8 lutego 2009 roku.

## Fabuła
Karolek i Doudou bawią się i wypoczywają w nadmorskim miasteczku. Ich szczęście płynące z beztroskich zabaw szybko mija gdy ktoś kradnie ich zabawki. Karolek postanawia odkryć złodzieja.

## Wersja polska
Udźwiękowienie: Kartunz
Reżyseria: Grzegorz Pawlak
Tekst: Anna Klink
Udział wzięli:
- Jolanta Jackowska - Paweł
- Beata Olga Kowalska: 
  - Karolek
  - Matka Karolka
  - Lilly
- Zuzanna Wierzbińska - Matka Lilly
- Jerzy Michalski - Robot
- Grzegorz Pawlak
- Mariusz Siudziński:
  - Ojciec Karolka
  - Ojciec Pawła